# コルサ郡 (カリフォルニア州)
コルサ郡（英: Colusa County）は、アメリカ合衆国カリフォルニア州のセントラル・バレーに位置する郡である。州都サクラメントの北西にある。人口は2万1893人（2020年）。郡庁所在地はコルサである。

## 歴史
コルサ郡はカリフォルニア州が州に昇格した1850年に設立された郡の1つである。1856年にテハマ郡に、また1891年にグレン郡に郡の一部が割譲された。
郡名はジョン・ビドウェルに与えられたメキシコの特許土地であるランチョ・コルスに因んで名付けられた。1850年の州法における当初の名前はColusiと綴られており、新聞ではColuseと綴られることも多かった。この「コルサ」という言葉はサクラメント川の西岸に住んでいたインディアン部族の名前から採られたとされているが、正確な由来は不明である。その後間もなく郡名がColusaに変更された。

## 地理
アメリカ合衆国国勢調査局に拠れば、郡域全面積は1,156平方マイル (2,994.0 km2)であり、このうち陸地は1,151平方マイル (2,981.1 km2)、水域は6平方マイル (15.5 km2)で水域率は0.48%である。エルク・クリークやソルト・クリークなど多くの水流が郡内を流れている。
郡の東部境界の一部はサクラメント川になっている。

### 都市と町
コルサ郡には2つの法人化都市がある。
- コルサ
- ウィリアムズ

統計調査指定地域（CDP)が1つだけある。
- アーバックル

#### 未編入の町
- カレッジシティ
- グリムズ
- マクスウェル
- プリンストン
- サイツ
- [ストーニーフォード

### 隣接する郡
- ヨロ郡 — 南
- レイク郡 — 西
- グレン郡 — 北
- ビュート郡 — 北東
- サッター郡 — 東

### 国立自然保護地域
- ビュートシンク国立野生生物保護区（部分)
- コルサ国立野生生物保護区
- デレバン国立野生生物保護区
- メンドシーノ国立の森（部分）
- サクラメント国立野生生物保護区（部分）

## 政治
コルサ郡はアメリカ合衆国大統領および連邦議会選挙で共和党の強い地盤であり、州内でも最も共和党を強く支持している。大統領選挙で民主党が多数を取ったのは1964年のリンドン・B・ジョンソンが最後だった。
アメリカ合衆国下院議員の選挙ではカリフォルニア州第2選挙区の一部であり、カリフォルニア州議会下院議員の選挙では第2選挙区、カリフォルニア州議会上院議員の選挙では第4選挙区に入っており、2010年時点で全て共和党議員が努めている。
2008年の命題8に関する住民投票で郡内投票者の71.6%は法案に賛成した。これは同性同士の結婚を禁止するためのカリフォルニア州憲法修正案だった。

## 交通

### 主要高規格道路
- 州間高速道路5号線
- カリフォルニア州道16号線
- カリフォルニア州道20号線
- カリフォルニア州道45号線

### 公共交通
コルサ郡交通がコルサからウィリアムズ、アーバックル、グリムズおよびカレッジシティの間でバスを運行している。マクスウェルには限定便が走っている。

### 空港
コルサ郡空港はコルサ市の近くにある一般用途空港である。

## 人口動態
以下は2000年の国勢調査による人口統計データである。
| 基礎データ - 人口: 18,804人 - 世帯数: 6,097 世帯 - 家族数: 4,578 家族 - 人口密度: 6人/km2（16人/mi2） - 住居数: 6,774軒 - 住居密度: 2軒/km2（6/mi2） 人種別人口構成 - 白人: 64.29% - アフリカン・アメリカン: 0.55% - ネイティブ・アメリカン: 2.33% - アジア人: 1.21% - 太平洋諸島系: 0.39% - その他の人種: 26.68% - 混血: 4.54% - ヒスパニック・ラテン系: 46.54% - ドイツ系アメリカ人: 8.5% - イングランド系アメリカ人: 5.6% - 先祖がアメリカ人: 5.5% - アイルランド系アメリカ人: 5.4% 主たる言語による人口構成 - 英語: 58.7% - スペイン語: 40.4% | 年齢別人口構成 - 18歳未満: 31.6% - 18-24歳: 10.3% - 25-44歳: 26.9% - 45-64歳: 19.8% - 65歳以上: 11.4% - 年齢の中央値: 32歳 - 性比（女性100人あたり男性の人口） - 総人口: 103.4 - 18歳以上: 103.8 世帯と家族（対世帯数） - 18歳未満の子供がいる: 41.4% - 結婚・同居している夫婦: 59.6% - 未婚・離婚・死別女性が世帯主: 9.6% - 非家族世帯: 24.9% - 単身世帯: 21.5% - 65歳以上の老人1人暮らし: 10.1% - 平均構成人数 - 世帯: 3.01人 - 家族: 3.51人 収入と家計 - 収入の中央値 - 世帯: 35,062米ドル - 家族: 40,138米ドル - 性別 - 男性: 32,210米ドル - 女性: 21,521米ドル - 人口1人あたり収入: 14,730米ドル - 貧困線以下 - 対人口: 16.1% - 対家族数: 13.0% - 18歳未満: 19.5% - 65歳以上: 8.2% |